# Communauté rurale de Boké Dialloubé
La communauté rurale de Boké Dialloubé est une communauté rurale du Sénégal située au nord du pays.
Créée en 2008, elle fait partie de l'arrondissement de Saldé, du département de Podor et de la région de Saint-Louis.
Son chef-lieu est le village centre de Boké Dialloubé.